# Amărăștii de Jos
Amărăștii de Jos – wieś w Rumunii, w okręgu Dolj, w gminie Amărăștii de Jos. W 2011 roku liczyła 2795 mieszkańców.